# Qualificazioni al campionato europeo maschile di calcio 1996 - Gruppo 1

## Classifica
| Pos | Squadra     | Pti | G  | V | N | P | GF | GS | DR  |
| --- | ----------- | --- | -- | - | - | - | -- | -- | --- |
| 1   | Romania     | 21  | 10 | 6 | 3 | 1 | 18 | 9  | +9  |
| 2   | Francia     | 20  | 10 | 5 | 5 | 0 | 22 | 2  | +20 |
| 3   | Slovacchia  | 14  | 10 | 4 | 2 | 4 | 14 | 18 | -4  |
| 4   | Polonia     | 13  | 10 | 3 | 4 | 3 | 14 | 12 | +2  |
| 5   | Israele     | 12  | 10 | 3 | 3 | 4 | 13 | 13 | 0   |
| 6   | Azerbaigian | 1   | 10 | 0 | 1 | 9 | 2  | 29 | -27 |

## Risultati
| Data             | Luogo         | Squadra 1   | Risultato | Squadra 2   |
| ---------------- | ------------- | ----------- | --------- | ----------- |
| 4 settembre 1994 | Ramat Gan     | Israele     | 2 - 1     | Polonia     |
| 7 settembre 1994 | Bratislava    | Slovacchia  | 0 - 0     | Francia     |
| 7 settembre 1994 | Bucarest      | Romania     | 3 - 0     | Azerbaigian |
| 8 ottobre 1994   | Saint-Étienne | Francia     | 0 - 0     | Romania     |
| 12 ottobre 1994  | Ramat Gan     | Israele     | 2 - 2     | Slovacchia  |
| 12 ottobre 1994  | Mielec        | Polonia     | 1 - 0     | Azerbaigian |
| 12 novembre 1994 | Bucarest      | Romania     | 3 - 2     | Slovacchia  |
| 16 novembre 1994 | Zabrze        | Polonia     | 0 - 0     | Francia     |
| 16 novembre 1994 | Trebisonda    | Azerbaigian | 0 - 2     | Israele     |
| 13 dicembre 1994 | Trebisonda    | Azerbaigian | 0 - 2     | Francia     |
| 14 dicembre 1994 | Ramat Gan     | Israele     | 1 - 1     | Romania     |
| 29 marzo 1995    | Bucarest      | Romania     | 2 - 1     | Polonia     |
| 29 marzo 1995    | Košice        | Slovacchia  | 4 - 1     | Azerbaigian |
| 29 marzo 1995    | Ramat Gan     | Israele     | 0 - 0     | Francia     |
| 25 aprile 1995   | Zabrze        | Polonia     | 4 - 3     | Israele     |
| 26 aprile 1995   | Trebisonda    | Azerbaigian | 1 - 4     | Romania     |
| 26 aprile 1995   | Nantes        | Francia     | 4 - 0     | Slovacchia  |
| 7 giugno 1995    | Zabrze        | Polonia     | 5 - 0     | Slovacchia  |
| 7 giugno 1995    | Bucarest      | Romania     | 2 - 1     | Israele     |
| 16 agosto 1995   | Trebisonda    | Azerbaigian | 0 - 1     | Slovacchia  |
| 16 agosto 1995   | Parigi        | Francia     | 1 - 1     | Polonia     |
| 6 settembre 1995 | Auxerre       | Francia     | 10 - 0    | Azerbaigian |
| 6 settembre 1995 | Zabrze        | Polonia     | 0 - 0     | Romania     |
| 6 settembre 1995 | Košice        | Slovacchia  | 1 - 0     | Israele     |
| 11 ottobre 1995  | Bucarest      | Romania     | 1 - 3     | Francia     |
| 11 ottobre 1995  | Bratislava    | Slovacchia  | 4 - 1     | Polonia     |
| 11 ottobre 1995  | Tel Aviv      | Israele     | 2 - 0     | Azerbaigian |
| 15 novembre 1995 | Caen          | Francia     | 2 - 0     | Israele     |
| 15 novembre 1995 | Košice        | Slovacchia  | 0 - 2     | Romania     |
| 15 novembre 1995 | Trebisonda    | Azerbaigian | 0 - 0     | Polonia     |